# Roßauer Lände metróállomás
Roßauer Lände egy metróállomás Bécsben a bécsi metró U4-es vonalán.

## Szomszédos állomások
A metróállomáshoz az alábbi állomások vannak a legközelebb:
- Friedensbrücke
- Schottenring

## Átszállási kapcsolatok
| U4 (Heiligenstadt ↔ Hütteldorf) |                        |                         |
| Állomás                         | Átszállási kapcsolatok | Fontosabb létesítmények |
| Roßauer Lände                   |                        |                         |